# Okręg wyborczy Tunbridge
Okręg wyborczy Tunbridge powstał w 1885 r. i wysyłał do brytyjskiej Izby Gmin jednego deputowanego. Okręg obejmował miasto Tonbridge (wówczas "Tunbridge") w hrabstwie Kent. Został zlikwidowany w 1918 r.

## Deputowani do brytyjskiej Izby Gmin z okręgu Tunbridge
- 1885–1892: Robert Norton, Partia Konserwatywna
- 1892–1906: Arthur Griffith-Boscawen, Partia Konserwatywna
- 1906–1910: Alfred Hedges, Partia Liberalna
- 1910–1918: Herbert Spender-Clay, Partia Konserwatywna